# Timo Hämäläinen
Timo Hämäläinen, född 3 november 1945 i Björneborg, död 3 augusti 2009 i Helsingfors, var en finländsk kulturjournalist och kritiker.
Hämäläinen var kulturredaktör vid televisionskanalen TV 2 1967–1969, vid TV 1 1970–1974 och 1976–1979, och specialredaktör för litteratur vid TV 1 1980–1991. Han knöts 1992 som kritiker till Helsingin Sanomat, där han framför allt profilerade sig genom en nyhetsinriktad bevakning av finlandssvensk och nordisk litteratur.
Han belönades med Nordiska ministerrådets kritikerpris 1999.